# 大谷猛夫
大谷 猛夫（おおたに たけお、1946年 - ）は、日本の地理教育者、社会運動家。

## 人物・来歴
東京都出身。1973年に足立第十四中学校に勤務して以降、2007年に定年退職するまで足立区内の中学校の社会科教諭を勤める。定年退職後は大学で講師として教育学を教える。アジアの戦争被害者の証言を聞くとりくみを続けているアジア・フォーラム実行委員。「中国人戦争被害者の要求を実現するネットワーク」事務局長。

## 著書
- 『中学校の地理教育 世界編』地歴社 1980
- 『中学校社会科の出題と授業』地歴社 1984
- 『中学校地理の板書』地歴社 1984
- 『誰でも居場所のある学校 体験的学校づくり』地歴社 1987
- 『社会科で「自然」をどう扱うか』地歴社 1988
- 『中学生カベに挑む子ら』(新日本新書)新日本出版社 1991
- 『中学校社会科テストと授業』地歴社 1994
- 『仕事のつながり、仕事のしくみ』(仕事の絵本）もりおゆう絵 大月書店 2006
- 『日本の戦争加害がつぐなわれないのはなぜ!? 中国人被害者たちの証言と国家・加害企業・裁判所・そして私たち』合同出版 2015

### 共編著
- 『日本の地域とくらし ジュニア版 8 東北』小山昌矩共編 三省堂 1983
- 『日本の地域とくらし ジュニア版 7 関東』関根鎮彦共編 三省堂 1984
- 『日本の地理 8 関東』関根鎮彦共編 あゆみ出版 1990
- 『日本の地理 9 東北』小山昌矩共編 あゆみ出版 1990
- 『中学校の地理30テーマ+地域学習の新展開』春名政弘共著 地歴社 2004